# Scottish Premier Division 1977-1978
La Scottish Premier Division 1977-1978  è stata l'81ª edizione della massima serie del campionato scozzese di calcio, disputato tra il 13 agosto 1977 e il 2 maggio 1978 e concluso con la vittoria dei Rangers, al loro trentasettesimo titolo.
Capocannoniere del torneo è stato Derek Johnstone (Rangers) con 25 reti.

## Stagione

### Formula
Le 10 squadre si affrontano in gironi di andata-ritorno-andata-ritorno, per un totale di 36 giornate.

## Classifica finale
Fonte:
|       | Pos. | Squadra         | Pt | G  | V  | N | P  | GF | GS | DR  |
| ----- | ---- | --------------- | -- | -- | -- | - | -- | -- | -- | --- |
|       | 1.   | Rangers         | 55 | 36 | 24 | 7 | 5  | 76 | 39 | +37 |
| [ 3 ] | 2.   | Aberdeen        | 53 | 36 | 22 | 9 | 5  | 68 | 29 | +39 |
|       | 3.   | Dundee Utd      | 40 | 36 | 16 | 8 | 12 | 42 | 32 | +10 |
|       | 4.   | Hibernian       | 37 | 36 | 15 | 7 | 14 | 51 | 43 | +8  |
|       | 5.   | Celtic          | 36 | 36 | 15 | 6 | 15 | 63 | 54 | +9  |
|       | 6.   | Motherwell      | 33 | 36 | 13 | 7 | 16 | 45 | 52 | -7  |
|       | 7.   | Partick Thistle | 33 | 36 | 14 | 5 | 17 | 52 | 64 | -12 |
|       | 8.   | St. Mirren      | 30 | 36 | 11 | 8 | 17 | 52 | 63 | -11 |
|       | 9.   | Ayr Utd         | 24 | 36 | 9  | 6 | 21 | 36 | 68 | -32 |
|       | 10.  | Clydebank       | 19 | 36 | 6  | 7 | 23 | 23 | 64 | -41 |

Legenda:
      Campione di Scozia e qualificata in Coppa dei Campioni 1978-1979.
      Qualificata alla Coppa delle Coppe 1978-1979.
      Qualificata alla Coppa UEFA 1978-1979.
      Retrocesso in Scottish First Division 1978-1979.
Regolamento:
Due punti a vittoria, uno a pareggio, zero a sconfitta.
A parità di punti, le posizioni in classifica venivano determinate sulla base della differenza reti.